# 미하마정 (아이치현)
미하마정(일본어: 美浜町)은 일본 아이치현 지타군의 정이다. 지타반도 서부에 있다.

## 인접한 자치체
- 북 - 지타군 다케토요정, 도코나메시
- 남 - 지타군 미나미치타정

## 역사
- 1955년 4월 1일 - 고와정, 노마정이 합병해 미하마정이 성립하였다.

## 인구
| 연도 | 인구   | ±%     |
| ---- | ------ | ------ |
| 1960 | 19,327 | —      |
| 1970 | 19,227 | −0.5%  |
| 1980 | 20,820 | +8.3%  |
| 1990 | 24,669 | +18.5% |
| 2000 | 26,083 | +5.7%  |
| 2010 | 25,180 | −3.5%  |

## 교통

### 철도
- 나고야 철도
  - 고와선
  - 지타 신선

### 도로
- 국도 247호선